# Уральская горно-металлургическая компания
Открытое акционерное общество «Ура́льская го́рно-металлурги́ческая компа́ния» (ОАО «УГМК») — российская металлургическая компания, первый в России и девятый в мире по величине производитель меди, со штаб-квартирой в городе Верхняя Пышма Свердловской области.

## История создания
Холдинг, объединивший около 50 предприятий в горно-добывающей отрасли, цветной металлургии, машиностроении, а также в чёрной металлургии, строительстве, сельском хозяйстве, телекоммуникациях в 12 регионах России, Чехии и Литве, создан 7 октября 1999 года вокруг завода Уралэлектромедь. 20 октября 1999 года было получено свидетельство о государственной регистрации ОАО «УГМК».

## Собственники и руководство
Владельцами компании считаются президент компании Искандар Махмудов (50,0004 %), генеральный директор Андрей Козицын (34,9996 %), коммерческий директор Игорь Кудряшкин (7,5 %), генеральный директор «Торговый дом УГМК» Эдуард Чухлебов (7,5 %). В марте 2022 года, на фоне введения санкций в связи со вторжением России на Украину, Искандер Махмудов и Андрей Бокарев перестали быть контролирующими бенефициарами УГМК и вышли из состава советов директоров.

## Состав холдинга

Карта бизнеса холдинга

Согласно данным ОАО «УГМК» структура холдинга представляет собой иерархическую структуру по направлениям бизнеса.
Так управляющая компания ООО «УГМК-Холдинг» (организация ликвидирована)  занимается управлением ключевыми активами:
- цветная металлургия: «Гайский ГОК», «Урупский ГОК», «Башкирская медь», «Сафьяновская медь»;
- добычной комплекс: «Кузбассразрезуголь»;
- металлургический комплекс: «Уралэлектромедь», «Электроцинк», «Сухоложский завод "Вторцветмет"»;
- сырьевой комплекс: «Бурибаевский ГОК», «Сибирь-Полиметаллы», «Башкирский медно-серный комбинат», «Малышевское рудоуправление»;
- машиностроение: «Шадринский автоагрегатный завод», «Оренбургский радиатор»;
- авиастроение: «Let Kunovice (Aircraft Industries)» (Чехия);
- научная база: «Уралмеханобр»;
- гражданское и промышленное строительство: «Ревдинский кирпичный завод», ООО «Екатеринбург-сити», АО «ИСЦ УГМК», «Уралмедьстрой», ООО «Програнд», АО «Свердловскавтодор», ЗАО «Класс-Строй»;
- сфера услуг: «НПФ УГМК-Перспектива», гостиничный комплекс «Уралэлектромедь», ЕМЦ «УГМК-Здоровье».

ООО «УГМК-Сталь» управляет минерально-сырьевым комплексом: «Богословское рудоуправление»,  ООО «Метмаш», Надеждинский металлургический завод, Металлургический завод «Электросталь Тюмени».
АО «УГМК-Инвест» (после 2024 года - АО «Атлас») — золотодобыча. Является собственником одной из крупнейших золотодобывающих компаний OOO «Атлас Майнинг»Атлас Майнинг / ранее Petropavlovsk. ПРАЙМ ЗОЛОТО — Вестник золотопромышленника. Прайм. Дата обращения: 4 августа 2025..
ООО «Холдинг Кабельный Альянс» управляет электротехническим комплексом: «Сибкабель», «Уралкабель», «Кольчугинский завод Электрокабель».
ООО «УГМК-ОЦМ» управляет перерабатывающим комплексом: «Кировский завод по обработке цветных металлов», «Кольчугинский завод цветных металлов», «Ревдинский завод по обработке цветных металлов», «Fabrika Bakarnih Cevi» (FBC) Сербия (закрыт, активы переданы ОАО УГМК).
ООО «УГМК-Телеком» управляет телекоммуникационным комплексом: «Кузбассвязьуголь», «Телекомпания „АТН“» (до 22 августа 2019 года), «Новое радио», сеть радиостанций «Европейская медиагруппа».
ООО «УГМК-Агро» управляет активами сельского хозяйства и пищевой промышленности: ЗАО «Тепличное» (г. Екатеринбург); ОАО «Екатеринбургский мукомольный завод» (г. Екатеринбург); ЗАО «Агрофирма „Патруши“» (Свердловская область); «Верхнепышминский молочный завод» (Свердловская область); ООО «Улыбка лета» (г. Екатеринбург); ОАО «Макушинский элеватор» (Курганская область); ЗАО «Агрофирма „Шутихинская“» (Курганская область).

## Деятельность
Холдинг входит в перечень системообразующих организаций России.
УГМК объединяет активы более 40 предприятий, расположенных в 11 регионах России. Компания выпускает медный электролитический порошок, изделия из порошка, медную катанку, прокат цветных металлов, химическую продукцию, кабельную продукцию, товары народного потребления (посуда, столовые приборы, подстаканники) и т. д.
1 ноября 2021 года стало известно, что УГМК хочет существенно нарастить золотодобычу, приобретя компанию «Высочайший».

### Показатели деятельности
Объёмы производства основных видов продукции УГМК:
| Наименование продукции           | 2004   | 2005   | 2006   | 2007   |
| -------------------------------- | ------ | ------ | ------ | ------ |
| Катоды медные (тыс. т)           | 342    | 353    | 354,3  | 383,5  |
| Катанка медная (тыс. т)          | 252    | 268    | 277,6  | 273,4  |
| Прокат цветных металлов (тыс. т) | 29     | 47     | 56,7   | 58,5   |
| Прокат стальной (тыс. т)         | 494    | 505    | 510,7  | 551,5  |
| Кабельная продукция (тыс. км)    | 77     | 87     | 140,1  | 172,7  |
| Радиаторная продукция (млн шт)   | 1,16   | 1,19   | 1,2    | 1,2    |
| Цинк товарный (тыс. т)           | 81     | 90     | 88,0   | 90,4   |
| Свинец товарный (тыс. т)         | 25,3   | 26,9   | 36,8   | 43,6   |
| Кирпич условный (млн шт)         | 108    | 112,1  | 114,6  | 115,9  |
| Добыча каменного угля (тыс. т)   | 41 316 | 42 838 | 44 130 | 46 336 |

На УГМК приходится 25 % российского рынка проката цветных металлов, более 50 % европейского рынка медных порошков, около 60-70 % российского экспорта угля в страны Западной и Восточной Европы.
Общая численность персонала — более 70 тыс. человек. Годовой оборот предприятий компании за 2007 год — 238,9 млрд рублей. Чистая прибыль — 5,5 млрд руб.
По итогам 2018 года сеть клиник ЕМЦ «УГМК-Здоровье», учрежденная ОАО «УГМК», заняла двадцатое место в рейтинге крупнейших частных клиник России, составленном журналом Forbes. В 2017 году выручка сети клиник, насчитывающей 5 медицинских учреждений, составила 1,3 млрд рублей.

## Критика

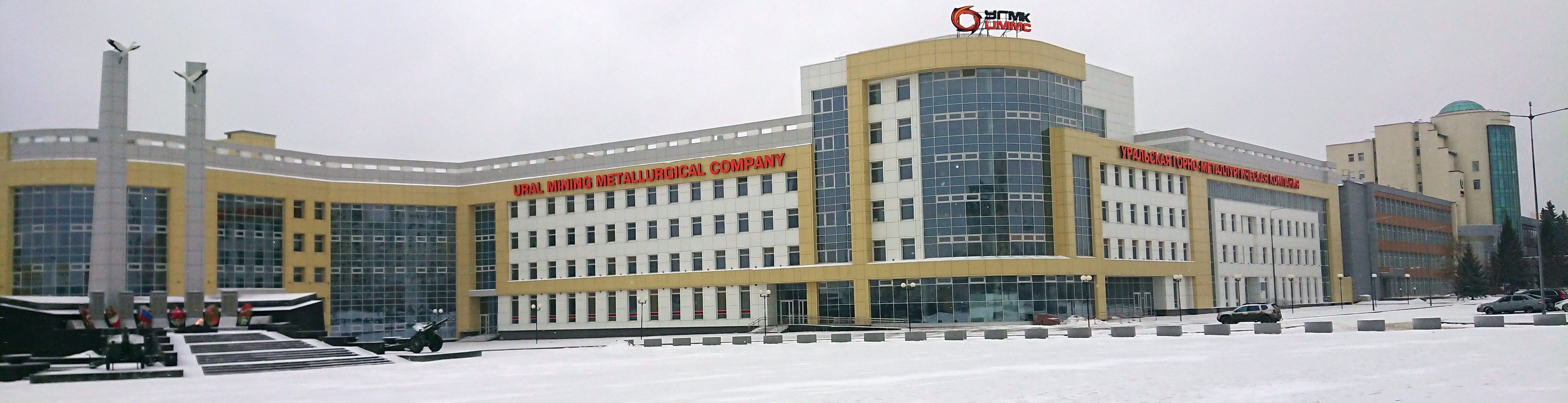
Здание УГМК

Хозяйственная деятельность дочерних предприятий УГМК неоднократно оказывалась под пристальным вниманием со стороны общественности.

### Загрязнение рек Северного Урала
Дочернее предприятие УГМК АО «Святогор» ведёт добычу руды для получения черновой меди на Шемурском и Ново-Шемурском месторождениях на севере Свердловской области в Ивдельском и Североуральском городских округах. Осенью 2017 года оказались загрязнены реки Черная и Тальтия. Как выяснилось это АО «Святогор» сбросило с рудных месторождений недостаточно очищенные сточные воды, в результате чего пошло по цепочке загрязнение рек металлами. В октябре 2018 года были обнаружены загрязнения рек Шегультан, Тамшер, Банная, Ивдель и Ольховка (приток Шегультана) промышленными отходами.

### Проблемы с экологией у дочерней компании УГМК
Завод «Электроцинк» (г.Владикавказ), основанный в 1904 году, вошёл в состав холдинга УГМК в 2003 году.  С 5 октября 2009 года Электроцинк неоднократно осуществлял аварийные сверхлимитные выбросы вредных веществ в атмосферу. В результате выброса, зафиксированного 28 октября 2009 года, в среднем по городу Владикавказу было выявлено превышение предельно допустимой концентрации диоксида серы в атмосферном воздухе более чем в шесть раз.  В городе организовывались массовые протесты против вредного воздействия предприятия на экологию, Минприроды России не один раз требовало закрыть «Электроцинк». 
Завод получил в свой адрес наибольшее количество жалоб на открытую 26 июля 2011 года по 19 января 2012 год «горячую линию» по проблемам экологии, которую проводила Общественная палата РФ. В общественной палате России ситуацию с «Электроцинком» называли «критической, требующей немедленного вмешательства».

### Акции в защиту Хопра
22 мая 2012 года дочерняя компания УГМК «Медногорский медно-серный комбинат» выиграла конкурс на право пользования Еланским и Ёлкинским месторождениями никеля в Воронежской области, что вызвало обеспокоенность жителей и общественных активистов Воронежской области и других регионов Центрального федерального округа. При этом, помимо разработки месторождения, УГМК планирует построить по соседству горно-обогатительный комбинат, инвестировав в регион более 63 млрд рублей.
Но, по словам члена президиума общественного совета по комплексному освоению медно-никелевых месторождений в Воронежской области Сергея Панарина, «в случае аварийной утечки хвостов и их распыления почва будет загрязнена мышьяком и сурьмой, что приведёт к гибели чернозема. При распылении пострадают жители не только Воронежской, но и Саратовской и Волгоградской областей. Также могут быть нарушены водоносные горизонты, что приведёт к загрязнению питьевой воды». Во многих городах ЦФО, расположенных в зоне возможного загрязнения, летом и осенью 2012 года состоялись акции в защиту Хопра. Например, в конце сентября 2012 года прошла всероссийская акция против добычи никеля в Воронежской области: одиночными пикетами воронежских экоактивистов поддержали более чем в тридцати городах. В Урюпинском районе, по словам начальника штаба Хопёрского казачьего округа Владимира Карпова, более 40 тысяч человек поставили подписи под петицией против строительства, что составляет половину населения района. 27 сентября 2012 года движение «В защиту Хопра» направило в адрес губернатора Воронежской области Алексея Гордеева резолюцию митинга, прошедшего в Воронеже 22 сентября 2012 года в рамках всероссийской акции против добычи цветных металлов в Черноземье. Под резолюцией поставили подписи более двух тысяч человек, собравшихся в этот день на Советской площади.

### Разрыв соглашения между дочерней компанией УГМК и итальянским дилером
В 2004 году УГМК приняло участие в приватизации сербского завода медных труб Fabrika Bakarnih Cevi (FBC), который расположен в Сербии, в г. Майданпеке (Борский округ), приобретя 88,89 % акций данного завода через швейцарскую финансовую компанию Alpine Group. В течение 10 лет объём реализации заводом медных труб вырос с 3000 тонн до 12 000 тонн .
19 августа 2013 года один из дилеров сербского завода «Dieffe Trading srl.» из города Кампо-Сан-Мартино (область Венеция, провинция Падуя) направил официальное письмо на имя коммерческого директора FBC, в котором сообщалось о прекращении работы в качестве агента FBC в Италии в течение 6 месяцев согласно контракту. Итальянский контрагент расторгал контракт в связи с отказом FBC выплачивать установленные комиссионные, а также в связи с потерей клиентской базой, обусловленной тем, что продукция FBC регулярно задерживалась на таможне из-за неправильного оформления, отсутствовала или была недостаточной информационная поддержка клиентов, существовали проблемы с качеством продукции FBC.

### Срыв переговоров по приватизации сербского завода дочерней компанией УГМК
Сербский завод «Holding Industrija kablova — Jagodina» (FKS) в городе Ягодина (Поморавский округ), имеющий задолженность более 200 миллионов евро перед бюджетом, поставщиками, подрядчиками и кредиторами, и получающий ежемесячные субсидии от правительства Сербии с целью сохранения производственных мощностей и рабочих мест, неоднократно выставлялся на приватизацию, однако потенциальные инвесторы отказывались от участия по различным причинам.
В мае-августе 2013 года дочернее предприятие УГМК — ООО «Холдинг Кабельный Альянс (ХКА)» проводило переговоры с «Holding Industrija kablova — Jagodina» (FKS), а также с АО «Novkabel» (Нови-Сад, край Воеводина) о совместном продвижении на российском рынке кабельно-проводниковой продукции. А 23 августа 2013 года в сербском блоге Рато Нинковича была размещена информация, что во время переговоров менеджер ХКА по работе с нефтегазовой отраслью Дмитрий Ершов запросил экономическую информацию о деятельности завода. Блогер заподозрил, что менеджер прибыл с целью промышленного шпионажа, узнать как изготовляются нефтепогружные кабели c технологией покрытия кабеля свинцом («жила в свинце»), о чём планировал довести до сведения Союза работодателей Сербии (Unija Poslodavaca Srbije), входящего в BUSINESSEUROPE (ассоциация работодателей Евросоюза), правительства Сербии, посольства России в Белграде, министра энергетики РФ Александра Новака. В своём блоге он также сообщил, что сербский завод FBC не платит в бюджет входящий НДС при ввозе медной катанки УГМК в качестве сырья для производства труб. Правда, добавил, что данная схема законна. Потребовал перепроверки компетентными органами того факта, что завод FBC, экспортируя трубы в ЕС, указывает долю переработки продукции на территории ЕС более 50 %.

### Выборы Президента России (2012)
По мнению первого секретаря свердловского обкома КПРФ Дмитрия Шадрина УГМК разместила на центральных магистралях Екатеринбурга рекламные конструкции с лозунгом «Мы за стабильное завтра!» на фоне российского триколора, но «доказать агитационный умысел сложно: прямого сходства, кроме шрифтов и одинаковых слов, нет». Начальник управления УГМК по связям с общественностью Виктор Белимов объяснил участие в кампании как «в определённом смысле средство выражения политической позиции», стабильности, которую как «тему развивают все кандидаты».

### Снос недостроенной телебашни (2018)
Осенью 2017 году руководство УГМК решило снести недостроенную телевизионную башню в центре Екатеринбурга, которую ранее выкупили у Министерства имущества Свердловской области. Директор УГМК Андрей Козицын называл объект «бетонной трубой» и настаивал на сносе с целью строительства на этом месте Ледового дворца. Это происходило на фоне протестов жителей Екатеринбурга, которые требовали проведения референдума о сохранении телебашни, собирали подписи за её сохранение и реконструкцию. Башню взорвали 24 марта 2018 года. УГМК и лично Козицын подверглись большой критике в связи с этим решением.

## Образовательная деятельность

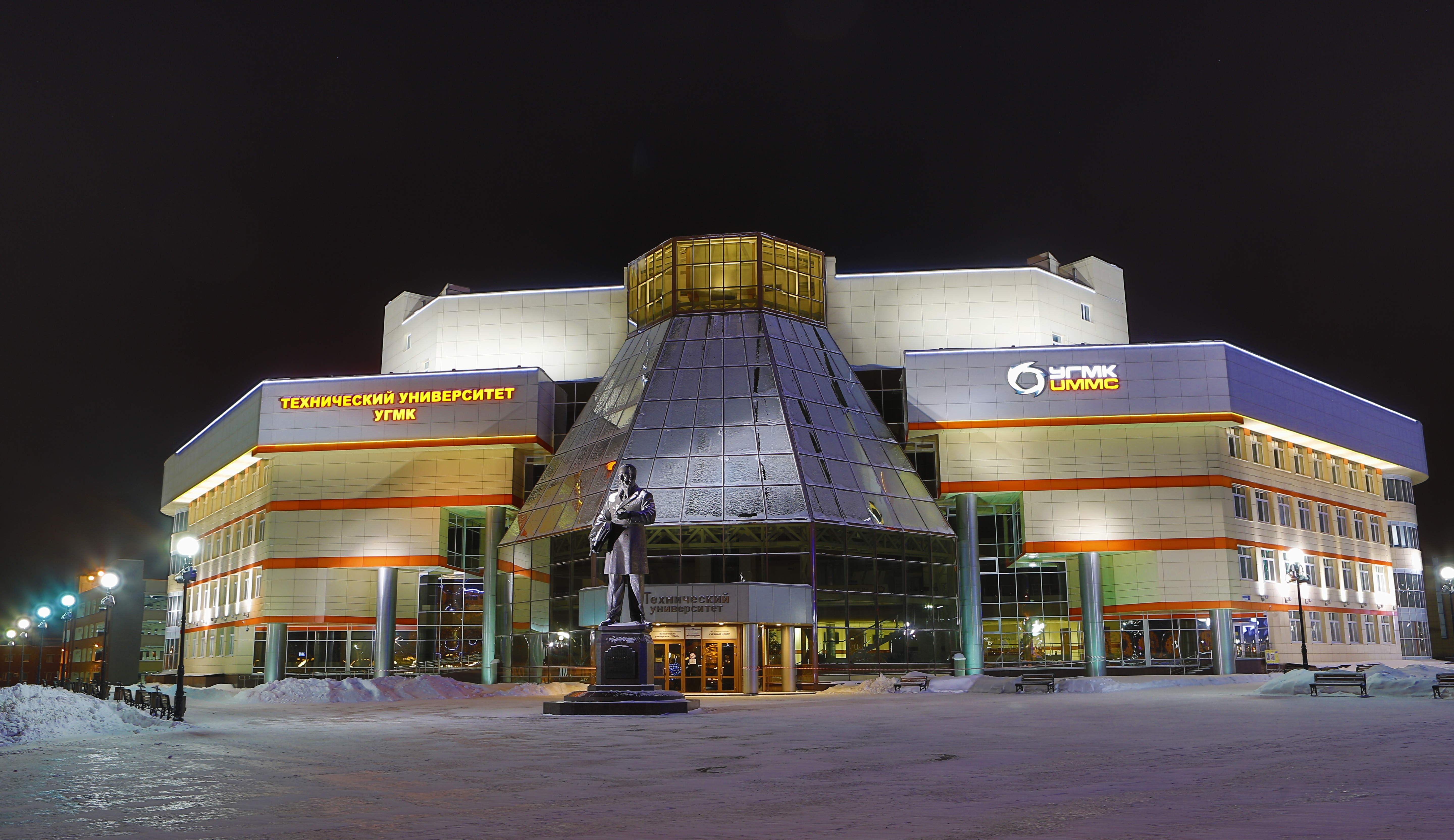
Здание Технического университета УГМК в Верхней Пышме (Свердловская область)

В составе компании находится Технический университет УГМК, открытый в 2013 году в специально построенном для него здании. По российским меркам это образовательное учреждение уникально вдвойне. Во-первых, это единственный частный вуз России, который дает высшее техническое образование. В 2016 году вуз провел первый набор выпускников средней школы на программы высшего образования, получившие государственную аккредитацию. Во-вторых, Технический университет УГМК стал первым в постсоветской России вузом, который создан на базе кафедры высшего учебного заведения и промышленного предприятия. В Техническом университете УГМК действует также магистратура. Подготовка в аспирантуре ведется в принадлежащем УГМК научно-исследовательском институте «Уралмеханобр» (на 2015 год — 15 аспирантов).

## Научные исследования
Научные разработки ведутся в институте «Уралмеханобр», который существует с 1929 года. Кроме того, 2 сентября 2014 года при Техническом университете УГМК открыт Научно-исследовательский центр, созданный при участии Уральского федерального университета и УГМК. Функционирование центра поддерживают созданная в 2013 году кафедра УрФУ «Металлургия» (её возглавляет директор Института материаловедения и металлургии УрФУ доктор технических наук В. А. Мальцев) и входящее в состав УГМК Акционерное общество «Уралэлектромедь». УрФУ закупил специальное научное оборудование, потратив на него 171 млн руб., а УГМК выделила 200 млн руб. на строительство и оснащение 4-х этажного здания. В составе центра 7 лабораторий.

## Социальная деятельность
Компания является учредителем благотворительного фонда «Дети России». Компанией созданы и финансируются Музей военной техники «Боевая слава Урала», Музей автомобильной техники УГМК.

## Экологическая деятельность
ОАО «Электроцинк» (входящая в «УГМК -Холдинг»), с 2016 года поэтапно начали приостановку свинцового производства, что позволит улучшить экологическое благополучие Владикавказа. Также в 2016 году «Кузбассразрезуголь» (управляющая организация — ООО «УГМК-Холдинг») приступает к строительству локальных очистных сооружений на промплощадке Бачатского разреза, в реализацию проекта планируется вложить 100 млн рублей.

## Санкции
20 июля 2023 года, на фоне вторжения России на Украину, компания включена в блокирующий санкционный список США против предприятий поддерживающих войну России против Украины «за деятельность горно-металлургическом секторе экономики России». Минфин США выпустил лицензию, предписывающую свернуть все операции с УГМК до 18 октября 2023 года. Также под санкции попала входящая в УГМК компания «Уралэлектромедь». 19 октября 2022 года компания была включена в санкционный список Украины за «деятельность в отраслях, имеющих стратегическое значение для Правительства России». 8 ноября 2023 компания включена в санкционный список Великобритании против компаний поддерживающих военную экономику России.

## Благотворительность

### Спонсорство
УГМК поддерживает профессиональный и любительский спорт, в том числе команды:
- баскетбольный клуб «УГМК»;
- баскетбольный клуб «Темп-СУМЗ-УГМК»;
- клуб настольного тенниса «УГМК»;
- клуб борьбы самбо «УГМК»;
- спидвейный клуб «Торпедо-ШААЗ» Шадринск;
- хоккейный клуб «Горняк-УГМК»;
- хоккейный клуб «Автомобилист».

При финансовой поддержке были построены:
- Дворец игровых видов спорта[60];
- УГМК-Арена.

### Восстановление храмов
среди возведенных новых храмов:
- Монастырь в честь Святых Царственных Страстотерпцев в урочище Ганина Яма (Свердловская область);
- Храм во имя святого благоверного великого князя Александра Невского (Свердловская область, Верхняя Пышма, поселок Балтым);
- Храм-часовня во имя святого благоверного Великого князя Александра Невского (Свердловская область, Верхняя Пышма);
- Храм во имя преподобного Амвросия Оптинского (Свердловская область, Кировград);
- Храм в честь Архистратига Божия Михаила (Свердловская область, Ревда);
- Храм в честь иконы Божией Матери «Взыскание погибших» (Свердловская область, Качканар);
- Храм во имя святого преподобного Андрея Критского (Свердловская область, Пригородный район, деревня Харенки);
- Храм во имя святого праведного Иоанна Кронштадтского и преподобного Сергия Радонежского (Свердловская область, Красноуральск);
- Храм во имя святителя Николая, архиепископа Мир Ликийских, чудотворца (Оренбургская область, Медногорск);
- Храм во имя святого праведного Иоанна Кронштадтского (Оренбургская область, Гай);
- Храм в честь Архистратига Божия Михаила (Томская область, село Турунтаево);
- Храм во имя святого благоверного Великого князя Александра Невского (остров Сахалин, поселок Троицкое);
- Храм-часовня во имя святого праведного Прокопия Устюжского (Кемеровская область, Новокузнецкий район, деревня Недорезово);
- Храм в честь Покрова Пресвятой Богородицы (Тамбовская область, рабочий поселок Мучкапский);
- Храм-часовня в честь иконы Божией Матери «Казанская» (Москва);
- Храм в честь иконы Пресвятой Богородицы «Знамение» (Курганская область, Шадринский район, село Маслянское);
- Храм во имя святого благоверного великого князя Александра Невского (Калининградская область, Балтийск);
- Храм в честь Успения Пресвятой Богородицы (Свердловская область, Верхняя Пышма);

среди восстановленных разрушенных храмов:
- Храм в честь Преображения Господня (Свердловская область, Серов);
- Храм в честь иконы Божией Матери «Феодоровская» (Нижегородская область, Городец);
- Храм-колокольня «Большой Златоуст» (Екатеринбург) — совместно с Русской медной компанией;
- Собор в честь Архистратига Божия Михаила (Свердловская область, Верхотурский район, село Меркушино) — совместно с Русской медной компанией;

участие в реконструкции и восстановлении православных храмов:
- Храм во имя святого благоверного Великого князя Александра Невского в Ново-Тихвинском женском монастыре (Екатеринбург);
- Собор в честь Преображения Господня (Свердловская область, Невьянск);
- Собор в честь Воздвижения Честного и Животворящего Креста Господня в Свято-Николаевском мужском монастыре (Свердловская область, Верхотурье);
- Храм в честь Покрова Пресвятой Богородицы в Свято-Покровском женском монастыре (Свердловская область, Верхотурье);
- Храм во имя святого праведного Симеона Верхотурского (Свердловская область, Верхотурский район, село Меркушино);
- Храм в честь Воскресения Господня с нижним храмом в честь святого Апостола Андрея Первозванного в Спасо-Преображенском Валаамском ставропигиальном мужском монастыре (Республика Карелия, остров Валаам);
- Собор в честь Преображения Господня в Спасо-Преображенском Валаамском ставропигиальном мужском монастыре (Республика Карелия, остров Валаам);
- Храм в честь Рождества Христова (Ленинградская область, Приозерск);
- Храм в честь Иверской иконы Пресвятой Богородицы (Кемерово, поселок Кедровка);
- Храм в честь Успения Пресвятой Богородицы (Московская область, Дмитровский район, село Шуколово);
- Храм во имя святителя Николая, архиепископа Мир Ликийских, чудотворца (Курганская область, Шадринск);
- Храм в честь Рождества Христова (Краснодарский край, Армавир);
- Марфо-Мариинская обитель милосердия (Москва);
- Свято-Троицкая Сергиева Лавра (Московская область, Сергиев Посад) — медь для главного колокола;
- Храм-на-Крови в честь Всех святых, в земле Российской просиявших (Екатеринбург);
- Свято-Владимирский скит в Спасо-Преображенском Валаамском ставропигиальном мужском монастыре (Республика Карелия, остров Валаам);
- Собор в честь Рождества Иоанна Крестителя (Кемеровская область, Прокопьевск).